# Kronologija Domovinskog rata: ožujak 1996.

### 2. ožujka
- Na vojnoj paradi u Tuzli sudjelovali, iako su navodno strani mudžahedini napustili BiH, slično odjeveni ratnici.[1]

### 3. ožujka
- Predsjednik Tuđman primio u Predsjedničkim dvorima izaslanstvo Kongresa SAD, skrenuo im pažnju na način odlaska Srba iz Sarajeva.[1]
- Međunarodni sud za ratne zločine podigao optužnicu protiv generala vojske bosanskih Srba Đorđa Đukića, zbog granatiranja Sarajeva.[1]

### 4. ožujka
- Odlukom predsjednika Tuđmana, za gradonačelnicu Zagreba imenovana Marina Matulović-Dropulić, dosadašnja ministrica prostornog uređenja, graditeljstva i stanovanja.[1]

### 5. ožujka
- Čelnici Prijelazne uprave najavili u Osijeku da će razmještaj UNTAES-a u hrvatskom Podunavlju započeti 15. ožujka.[1]

### 6. ožujka
- Od potpisivanja Daytonskog sporazuma područja u BiH pod muslimanskom vlašću napustilo 10.000 Hrvata.[1]
- I sarajevsko predgrađe Hadžići prešlo pod vlast Federacije BiH. Hrvatski policajci nisu mogli ući u mjesto, njihov ulazak spriječio IFOR.[1]

### 7. ožujka
- Hrvatska Vlada predložila još jedan državni blagdan - Dan domovinske zahvalnosti bio bi 5. kolovoza, dan oslobođenja Knina.[1]
- Udruga oporbenih stranaka u Zagrebačkoj gradskoj skupštini izglasovala nepovjerenje Marini Matulović-Dropulić, gradonačelnici imenovanoj od Predsjednika Republike. Oporba za novog gradonačelnika izabrala mr. Ivu Škrabala (HSLS).[1]

### 8. ožujka
- Voditelj privremene uprave UN u istočnoj Slavoniji Jacques Klein, u razgovoru za Večernji list ističe: Rekao sam srpskim čelnicima: Pobunili ste se, odigrali svoje karte, izgubili. Ako mi ne pomognete, odlazim, pa će Hrvati sami obaviti posao. Trećega nema![1]
- Međunarodni sud u Haagu izdao međunarodni uhidbeni nalog za Milanom Martićem, koji je u svibnju prošle godine naredio granatiranje Zagreba. Uhidbeni nalog poslan IFOR-u u BiH.[1]

### 9. ožujka
- Na dvodnevnom zasjedanju Zastupničkog doma Hrvatske Republike Herceg-Bosne ocijenjeno da su Bošnjaci samo deklarativno za Federaciju, no u stvarnosti nastoje da središta moći zadrže izvan institucija Federacije.[1]

### 10. ožujka
- Europski upravitelj Mostara Hans Koschnik donio odluku kojom Uprava EU preuzima izravnu upravu nad središnjom zonom u Mostaru. Ovu odluku donio mimo želje hrvatske strane.[1]

### 11. ožujka
- Srbi, napuštajući sarajevsko predgrađe Ilidžu, u koju sutra treba ući policija Federacije BiH, pljačkaju i pale zgrade.[2]
- Gradonačelnica Zagreba Marina Matulović-Dropulić, imenovana od Predsjednika Republike, preuzela danas dužnost od dosadašnjeg gradonačelnika Branka Mikše.[2]
- Ministar vanjskih poslova SRJ Milan Milutinović, s brojnim izaslanstvom, u uzvratnom posjetu Republici Hrvatskoj.[2]

### 13. ožujka
- Predsjednik Republike Hrvatske i vrhovni zapovjednik oružanih snaga RH dr. Franjo Tuđman donio odluku o promjenama u oružanim snagama - u sklopu prelaska na mirnodopski ustroj oružanih snaga - kojom se general pukovnik Krešimir Ćosić imenuje zamjenikom ministra obrane RH, a general pukovnik Pavao Miljavac zamjenikom načelnika Glavnog stožera Hrvatske vojske.[2]
- Po anketi Informativne agencije SAD o žrtvama rata u BiH, Hrvati najugroženija i najtolerantnija konstitutivna zajednica u BiH.[2]

### 14. ožujka
- Nafta za Srbiju iz jadranskog naftovoda može poteći tek kad prestane eksploatacija Đeletovaca, rekao novinarima u Zagrebu predsjednik Nadzornog odbora Ine Hrvoje Šarinić.[2]
- Vijeće sigurnosti UN-a produljilo misiju svojih promatrača na Prevlaki za još tri mjeseca.[2]
- Belgijski general Joseph Schoups preuzeo dužnost zapovjednika vojnih snaga UNTAES-a.[2]
- Predsjednik Izetbegović napustio bolnicu na Koševu, u koju je hitno dovezen 22. veljače zbog srčanih smetnji.[2]

### 15. ožujka
- Nakon odlaska Srba iz Ilidže i Grbavice, muslimanski pljačkaši i razbojničke bande haraju ovim sarajevskim predgrađima.[2]

### 16. ožujka
- SAD pozdravile smjenu direktora bošnjačke Agencije za istraživanje i dokumentaciju (AID) Bakira Alispahića, jer je ta tajna služba bila povezana s tajnim kampovima za obučavanje terorista, koje su vodili Iranci.[2]

### 17. ožujka
- Predsjednik Tuđman posjetio zadarsko-kninsku županiju, a na skupu u Benkovcu istaknuo da je Hrvatska sada najjača oružana sila na ovome dijelu Europe.[2]

### 18. ožujka
- U Ženevi započeo sastanak kontaktne skupine, pod američkim vodstvom, i predsjednika Tuđmana, Miloševića i Ganića o provođenju Daytonskog sporazuma.[2]
- IFOR priopćio da Armija BiH mora napustiti središte Sarajeva, jer u zonama razdvajanja mogu biti samo snage NATO-a.[2]

### 19. ožujka
- U sarajevsko naselje Grbavica danas ušla muslimanska, a ne federalna, policija i zapravo se ponovilo isto ono što se dogodilo s prijenosom vlasti na Ilidži, u Vogošći, Ilijašu i Hadžićima. Ulaskom Grbavice u sastav Sarajeva i službeno završen proces reintegracije glavnog grada BiH, sukladno Daytonskom sporazumu.[2]

### 20. ožujka
- U Haagu održano prvo ročište optuženima Mrkšiću, Radiću i Šljivančaninu, koji su osobno, kako je iznio javni tužitelj Gordon Blewitt, nadzirali i zapovijedali odvođenjem civila i njihovim pogubljenjem na Ovčari.[2]

### 21. ožujka
- Predsjednik Tuđman donio odluku kojom odbija potvrditi izbor mr. Ive Škrabala (HSLS) za gradonačelnika Zagreba, priopćeno iz Ureda Predsjednika Republike.[3]
- Veleposlanica SAD Madeleine Albright boravila u hrvatskom Podunavlju. Vozilo UN-a, u kojem su bili Albright, Galbraith i Klein, u Vukovaru kamenovano, a na tržnici Amerikanci gađani jajima i jabukama.[3]
- Vlada SRJ odlučila da zbog ustavnih zapreka ne surađuje s Međunarodnim sudom za ratne zločine u Haagu.[3]
- Paravojska bosanskih Srba preuzela nadzor nad Mrkonjić-Gradon, Šipovom i HE Bočac, koji su im pripali po odredbama Daytonskog sporazuma.[3]

### 22. ožujka
- U Odžak se vratili prognani Hrvati, a u odžačkoj općini, prema Daytonskom sporazumu, razmjestila se postrojba HVO-a.[3]

### 23. ožujka
- U Moskvi održan ministarski sastanak kontaktne skupine o BiH, te zaključeno da na izborima moraju sudjelovati prognanici i raseljene osobe. Ministar Granić istaknuo da ne povratak u BiH čeka 200.000 Hrvata.[3]

### 24. ožujka
- The Sunday Times objavio navode iz dnevnika ubojica koji su haračili Vukovarom, a u dnevniku jednog Srbina, kojem se ne otkriva identitet, piše kako je u strijeljanju zarobljenika sudjelovao osobno i Veselin Šljivančanin.[3]

### 25. ožujka
- HVO je ispoštovao rokove iz Daytonskog sporazuma, priopćeno iz Ministarstva obrane HR HB.[3]
- EU SLUŽBENO imenovao Španjolca Pereza Casada, bivšeg gradonačelnika Valencije, za europskog upravitelja Mostara, nakon što je prije tri tjedan Hans Koschnik podnio ostavku na taj položaj.[3]

### 26. ožujka
- U Bugojnu propao pokušaj uspostave prijelaznog općinskog vijeća.[3]
- Sarajevski Gradski odbor HDZ-a poslao pisma visokom povjereniku EU-a Carlu Bildtu i međunarodnom posredniku za Federaciju BiH Christianu Schwarz-Schillingu, u kojima ih obavještava da hrvatska strana u Sarajevu prekida sudjelovanje u povjerenstvima, jer muslimanska strana nameće svoju (samo)volju. Iznosi se podatak da je u zakonodavnim tijelima tzv. sarajevskog kantona 35 Muslimana, a samo po jedan Hrvat i Srbin.[3]

### 27. ožujka
- General Klein u Osijeku najavio da će hrvatska carinarnica biti na granici sa Srbijom kada se otvori Lipovac.[3]

### 28. ožujka
- Otvoren obnovljeni most između Gunje i Brčkog.[3]

### 29. ožujka
- Predsjednik Tuđman primio u Predsjedničkim dvorima nadvojvodu Otta von Habsburga, predsjednika Međunarodne paneuropske unije i člana Europskog parlamenta, te mu uručio Velered kralja Dmitra Zvonimira s lentom i Danicom za izniman doprinos neovisnosti i cjelovitosti Republike Hrvatske.[3]

### 31. ožujka
- Zamjenik visokog povjerenika međunarodne zajednice za civilna pitanja u BiH Michael Stainer na konferenciji za novinare u Sarajevu i službeno objavio sadržaj Sporazuma o Federaciji, što su ga postigli najviši dužnosnici hrvatskog i muslimansko-bošnjačkog naroda u BiH. Sporazumom uglavljeno više od dvadeset zadaća koje treba provesti.[3]